# Michelle Trombelli
Michelle Trombelli, , é uma jornalista e radialista brasileira que trabalhou de 2016 a 2020 como repórter no Jornal da Band, da TV Bandeirantes. Anteriormente, foi repórter e apresentadora na rádio BandNews FM durante 6 anos. Nessa época, criou o quadro "BandNews Desde Criancinha". Atualmente é colunista e apresentadora da NovaBrasil FM.
Começou a carreira no rádio em 2004, quando estava no terceiro ano de faculdade de jornalismo, trabalhando como estagiária na rádio CBN, do Sistema Globo de Rádio. Durante os 6 anos que permaneceu lá, passou também pelas etapas de trainee, produção e reportagem – sempre se destacando pela participação em grandes coberturas e na realização de conteúdos jornalísticos especiais. 
Pós-graduada em Jornalismo Político pela PUC de São Paulo , Michelle venceu duas vezes o Troféu Mulher Imprensa na categoria "Repórter de Rádio", nos anos de 2012 e 2014. 
Em entrevista ao Portal Imprensa em 2012, Michelle expôs sua opinião sobre o jornalismo contemporâneo explicando que, em tempos de velocidade total da informação, o bom repórter deve aprender a encontrar o equilíbrio entre a velocidade e a qualidade da informação. Segundo ela, "a informação precisa estar neste limite (...) para não confundir o ouvinte e garantir um bom jornalismo”. 
Em 2020, sai do rádio e migra para televisão, onde será a substituta de Joana Treptow, no comando do Café com Jornal.

## Prêmios
- Troféu Mulher Imprensa, 2011 – Categoria "Repórter de Rádio"
- Troféu Mulher Imprensa, 2014 – Categoria "Repórter de Rádio"
- Prêmio Libero Badaró de Jornalismo, 2013 – Categoria "Rádio", com a série de reportagens “Cidade Viciada”
- Prêmio CNT de Jornalismo, 2014 – Categoria "Rádio", com a série de reportagens “Trepida São Paulo”
- Prêmio Vladmir Herzog, 2014 – Categoria "Rádio", menção honrosa com a série “Haiti-Brasil – 10 anos da missão de paz da ONU"
- Prêmio Estácio de Jornalismo, 2015 – Categoria "Rádio", com a série “Universidade Hostil”
- Prêmio Abecip, 2015 – Categoria "Rádio", com a série do “Bandnews Desde Criancinha – Especial Economia”
- Prêmio Synapsis FBH (Federação Brasileira de Hospitais), 2015 – Categoria "Rádio", com a reportagem “Desafios do novo governador de São Paulo
- Prêmio CNI (Confederação Nacional da Indústria) de Jornalismo, 2016 – Categoria "Rádio" , com a série especial "Os desafios do novo presidente na economia"
- Prêmio Criança da Fundação Abrinq, 2016 – Categoria "Jornalista homenageada", com a série especial "Bandnews Desde Criancinha - Especial Refugiados"
- Prêmio Vladimir Herzog, 2016 – Categoria "Rádio",  com a série de reportagens "Os 10 anos da Lei Maria da Penha"
- Finalista do Prêmio Allianz de Jornalismo, 2016 – Categoria "Rádio", com a série de reportagens "Especial Dia Mundial da Água"